# Кріпак Яків Вікторович
Я́ків Ві́кторович Кріпа́к (нар. 13 червня 1978, Запоріжжя, СРСР) — український футболіст, нападник та півзахисник. Відомий завдяки виступам у складі запорізького «Металурга», донецького «Шахтаря», дніпропетровського «Дніпра» та низки інших клубів. Залучався до лав молодіжної збірної України. Після завершення активних виступів розпочав кар'єру тренера.

## Життєпис
Вихованець СДЮШОР «Металург» (Запоріжжя), де його першим тренером був Равіль Шаріпов. У Вищій лізі дебютував 13 березня 1996 року в матчі проти тернопільської «Ниви». Вважався одним з найперспективніших молодих форвардів України, регулярно залучався до ігор молодіжної збірної. Впевнена та результативна гра юнака привернула увагу селекціонерів київських армійців, через що Кріпака було викликано до лав української армії та залучено до ігор ЦСКА, разом з яким Яків дійшов до фіналу Кубка України та отримав право грати в єврокубках.
Після закінчення служби у Збройних силах Кріпак уклав трирічний контракт із донецьким «Шахтарем», однак заграти у складі донеччан так і не зумів, провівши загалом всього три матчі в помаранчево-чорній формі. Наступні два роки перебував у оренді в донецькому «Металурзі», алчевській «Сталі» та олександрійській «Поліграфтехніці». Утім, заграти повноцінно у якому з цих клубів Якову заважали наслідки важкої хвороби, отриманої раніше. До того ж, вже під кінець контракту з «Шахтарем» у Кріпака виникли проблеми з керівництвом клубу, через що він змушений був частину сезону відіграти в аматорській команді ЗАлК.
У червні 2002 року нападник відгукнувся на запрошення Євгена Кучеревського та приєднався до складу дніпропетровського «Дніпра», де, одначе, він так і не витримав конкуренції зі своїми колегами за амплуа. У пошуках кращої долі Кріпак вирушив до вітебського «Локомотива», де зміг знову проявити свої найкращі бомбардирські якості та стати найвлучнішим гравцем команди. Наступного року його чекало розчарування від невдалих переглядів у харківському «Металісті» та брестському «Динамо», нетривалі виступи у складі добре знайомого йому клубу ЗАлК на аматорському рівні, та підписання контракту з сумським «Спартаком», де Яків провів майже повний сезон.
У 2007 році футболіст провів 6 матчів у складі чернігівської «Десни», проте доволі швидко залишив клуб і підписав угоду з клубом «Фенікс-Іллічовець», за яку так жодного поєдинку і не зіграв. На початку 2008 року Кріпак пробував свої сили у клубі «Сморгонь», однак не підійшов білорусам і залишив розташування команди. Виступав у складі слов'янського «Словхлібу» в чемпіонаті під егідою ААФУ. У 2011 році грав за краматорський «Авангард», якому допоміг спочатку здобути професійний статус, а потім і підвищитися в класі, посівши друге місце у групі «Б» другої ліги. По завершенню першого кола сезону 2011/12 оголосив про завершення кар'єри та обійняв посаду тренера у своєму останньому клубі.

## Досягнення
Командні трофеї
- Фіналіст Кубка України: 1997/98
- Срібний призер групи «Б» другої ліги чемпіонату України: 2011/12
- Брав участь у «срібному» (1999/00) сезоні «Шахтаря», однак провів замало матчів для отримання медалей

Індивідуальні здобутки
- Найкращий бомбардир кубка України: 1996/97